# 尼勒蒙
尼勒蒙（法語：Nullemont，法語發音：[nylmɔ̃]）是法国滨海塞纳省的一个市镇，属于迪耶普区。

## 地理
尼勒蒙（49°46'5"N, 1°38'24"E）面积5.65 平方千米，位于法国诺曼底大区滨海塞纳省，该省份为法国北部沿海省份，其西部及北部濒大西洋英吉利海峡，东起顺时针与索姆省、瓦兹省、厄尔省和卡爾瓦多斯省接壤。
与尼勒蒙接壤的市镇（或旧市镇、城区）包括：马尔克。

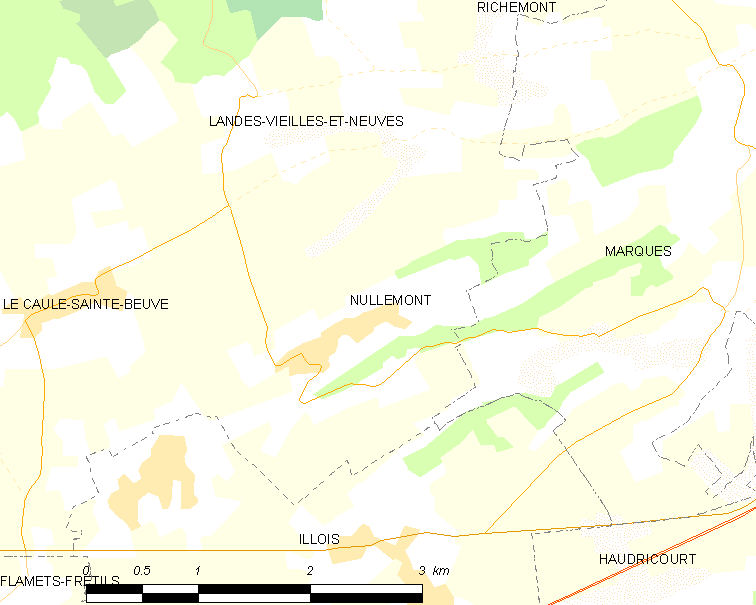
尼勒蒙的OSM定位图

尼勒蒙的时区为UTC+01:00、UTC+02:00（夏令时）。

## 行政
尼勒蒙的邮政编码为76390，INSEE市镇编码为76479。

## 政治
尼勒蒙所属的省级选区为布赖地区古尔奈县。

## 人口

1962-2008年间尼勒蒙人口变化图示

尼勒蒙于2022年1月1日时的人口数量为150人。